# Валевая
Валевая — деревня в составе Култаевского сельского поселения Пермского района в Пермском крае.

## Географическое положение
Деревня расположена примерно в 4 километрах на запад по прямой линии от северной оконечности села Култаево, центра сельского поселения.

## Климат
Климат умеренно континентальный. Особенно резким колебаниям подвержена температура воздуха. Сумма осадков — 570 мм/год. Холодная зима сменяется довольно тёплым летом. Июльские температуры колеблются в пределах +17,0—18,5 °C, январские в пределах −15,3…−15,9 °C. Более 7 месяцев в году температура воздуха выше 0 °C, при этом за период июнь — август она не опускается ниже +16 °C. Продолжительность безморозного периода у почвы — 80—100 дней, а на высоте 2 м — 100—120 дней, продолжительность вегетационного периода 67—159 дней. Годовое количество осадков 455—570 мм, 70 % из которых выпадает в период с апреля по октябрь. Снежный покров лежит 165—170 дней, устойчивый снежный покров появляется в первых числах ноября и сходит в начале третьей декады апреля. Средняя высота снежного покрова 48 — 56 см.

## Существующее положение
Населённый пункт представляет собой типичную дачную деревню, владельцы домов в которой в основном прописаны в Перми и используют дома для дачного отдыха.

## Население
| 2010 |
| ---- |
| 8    |

Постоянное население 5 человек, все русские (2002), 8 человек (2010).